# Oberanschiessing
Oberanschiessing ist ein Gemeindeteil des Marktes Perlesreut im Landkreis Freyung-Grafenau. Er ist ca. 3,5 km von Perlesreut und ca. 7 km von Tittling entfernt. Die nächste Bundesstraße ist die B 85 bei Tittling.

## Geschichte
Bereits im Jahre 1568 wird der Ort als „Anschießing“ auf der Landtafel Nummer 12 der XXIIII Landtaflen von Philipp Apian (1531–1589) erwähnt.